# Douglas McGregor
Douglas McGregor (Detroit, 6 de setembro de 1906 -  Massachusetts, 1º de outubro de 1964) foi um economista e professor universitário estadunidense, um dos pensadores mais influentes na área das relações humanas.

## Biografia
Nasceu em Detroit e licenciou-se no City College. Doutorou-se em Harvard, onde lecionou Psicologia Social, e foi professor de Psicologia no MIT. Em 1948 era presidente do Antioch College, em Yellow Springs, onde atuou até 1954. Em 1962 lecionava a disciplina de Gestão Industrial na Sloan Fellows.

## Teorias
McGregor é mais conhecido pelas teorias de motivação X e Y. A primeira assume que as pessoas são preguiçosas e que necessitam de motivação, pois encaram o trabalho como um mal necessário para ganhar dinheiro. A segunda baseia-se no pressuposto de que as pessoas querem e necessitam trabalhar. Um argumento contra as teorias X e Y é o fato de elas serem mutuamente exclusivas. Para o contrapor, antes da sua morte, McGregor estava desenvolvendo a teoria Z, que sintetizava as teorias X e Y nos seguintes princípios: emprego para a vida, preocupação com os empregados, controle informal, decisões tomadas por consenso, boa transmissão de informações do topo para os níveis mais baixos da hierarquia, entre outros.